# Lorents Ola Aasvold
Lorents Ola Aasvold (Snåsa, 9 d'agost de 1988) és un ciclista noruec, professional des del 2011 al 2013.

## Palmarès
- 2011
  - 1r al Fana Sykkelfestival
  - 3r al Campionat de Noruega en contrarellotge